# (15488) 1999 CB75
A (15488) 1999 CB75 a Naprendszer kisbolygóövében található aszteroida. A LINEAR projekt keretében fedezték fel 1999. február 12-én.